# Rodolfo Amoedo

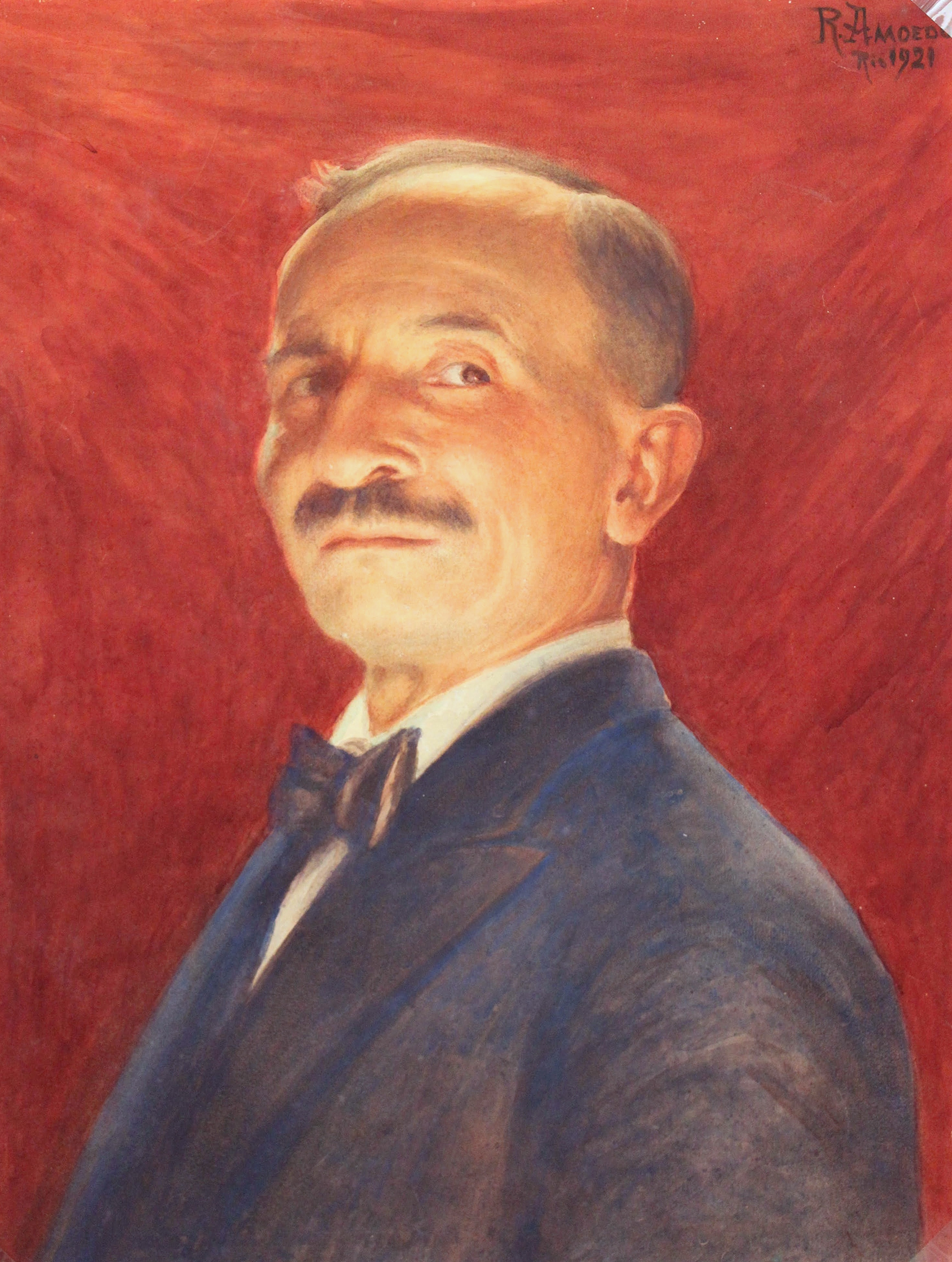
Autorretrato, 1921

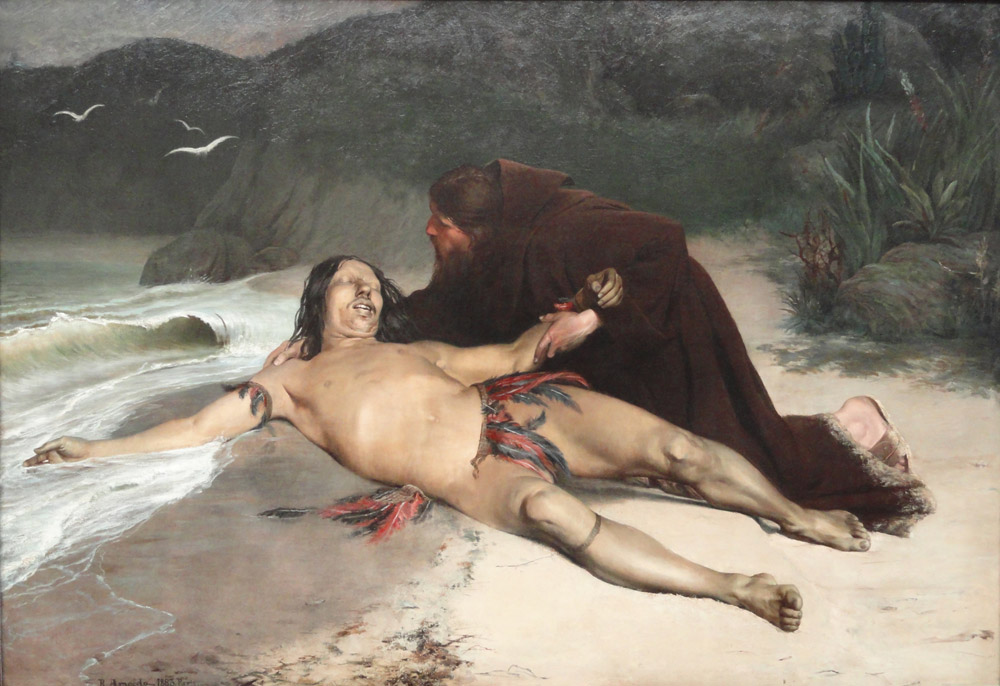
O Último Tamoio (1883), una de las obras de Amoedo.

Rodolfo Amoedo (Salvador de Bahía, 11 de diciembre de 1857 - Río de Janeiro, 31 de mayo de 1941) fue un pintor brasileño y diseñador de interiores. Comenzó su carrera como artista en 1873. Posteriormente, desde 1879 hasta 1887 estudió en París. Fue alumno de Alexandre Cabanel y trabajó también con Paul-Jacques-Aimé Baudry.